# Zenonu
Zenonu è un comune dell'Azerbaigian situato nel distretto di Lerik. Conta una popolazione di 459 abitanti.